# 3540 Protesilaos
A 3540 Protesilaos (ideiglenes jelöléssel 1973 UF5) egy kisbolygó a Naprendszerben. Freimut Börngen fedezte fel 1973. október 27-én.